# Дубянский, Александр Михайлович
Алекса́ндр Миха́йлович Дубя́нский  (27 апреля 1941, Москва — 18 ноября 2020, там же) — советский и российский индолог-дравидолог, специалист по истории тамильской литературы. Кандидат филологических наук. Доцент ИСАА при МГУ и ИВКА РГГУ. Один из авторов и научный редактор (совместно с М. Ф. Альбедиль) словаря «Индуизм. Джайнизм. Сикхизм».

## Биография
В 1965 году поступил в Институт восточных языков при МГУ, который окончил в 1970 году по специальности «филолог-востоковед, референт-переводчик»).
В 1970—1973 годах учился в аспирантуре в Института восточных языков при МГУ.
В 1974 году в Институте стран Азии и Африки защитил диссертацию на соискание учёной степени кандидата филологических наук по теме «Ситуация разлуки в древнетамильской поэзии (тема муллеи)» (специальность 10.01.06 — литература народов Азии).
В 1978—1979 годах стажировался в Мадрасском университете (Индия).
В 1999 году занимался научной работой в институте The Netherlands Institute of Advanced Studies, Wassenaar (Голландия).
Доцент кафедры индийской филологии ИСАА при МГУ. Преподавал тамильский язык, вёл семинар по чтению текстов классической тамильской поэзии
Доцент кафедры истории и филологии Южной и Центральной Азии ИВКА РГГУ.
Автор 110 научных публикаций.
Владел тамильским языком.
В сферу его научных интересов входили древняя и средневековая индийская литература, тамильский язык и литература, религии и культура Индии.
Скончался 18 ноября 2020 года от осложнений, вызванных COVID-19. Похоронен на Кузьминском кладбище.

## Научные труды

### Монографии
- Стихи на пальмовых листьях. Классическая тамильская лирика. / Перевод Анатолия Наймана. Подстр. перевод, вступление, коммент. А. М. Дубянский. — М., 1979.
- Дубянский, А. М., Бычихина Л. В. Тамильская литература. — М., 1987.
- Дубянский, А. М. Ритуально-мифологические истоки древнетамильской лирики. — М., 1989.
- Dubianski A. M. Ritual and Mythological Sources of the Early Tamil Poetry. — Groningen, 2000.

### Статьи
- Протоиндийская религия // Древо индуизма. / Отв. ред. И. П. Глушкова. — М., 1999. — С. 22-40.
- Классическая триада: Брахма, Вишну, Шива // Древо индуизма. Отв. ред. И. П. Глушкова. — М., 1999. — С. 128—151.
- Тамилнад: Сканда-Муруган // Древо индуизма. / Отв. ред. И. П. Глушкова. — М., 1999. — С. 313—336.
- Древнетамильский панегирик и жанровая форма аттрупадей // На семи языках Индостана. Памяти А. С. Сухочева. / Отв. ред. А. А. Суворова. — М., 2002. — С. 27-43.
- Дравидские литературы // Изучение литератур Востока. Россия, XX век. Общ. ред. А. А. Суворова. — М., 2002. — С. 403—424.
- Kanci: a poetical Theme and a Plant // Pandanus 2000. Natural Symbolism in Indian Literature. — Prague, 2000. — pp. 41-60.
- Религия протоиндийской цивилизации. Ведическая религия, Брахманизм, Индуизм // История религии. Учебник для вузов. / Общ. ред. И. Н. Яблоков. Т. 1. — М., 2002. — С. 286—320.
- The Themes of uvijai and nocci in classical Tamil Poetry // Pandanus’ 02. Nature in Indian Literatures and Art. — Prague, 2002. — pp. 15-34.
- О так называемой теме бренности в тамильской поэзии (каньчи-тиней) // Alaica: Сборник научных трудов российских востоковедов, подготовленный к 70-летнему юбилею профессора, доктора исторических наук Л. Б. Алаева. / Отв. ред. О. Е. Непомнин. — М., 2004. — С. 140—150.
- Ведийская [ведическая] религия // Православная энциклопедия. — М., 2004. — Т. VII : Варшавская епархия — Веротерпимость. — С. 368-369. — 39 000 экз. — ISBN 5-89572-010-2.
- Веды // Православная энциклопедия. — М., 2004. — Т. VII : Варшавская епархия — Веротерпимость. — С. 369-370. — 39 000 экз. — ISBN 5-89572-010-2.
- Вритра // Православная энциклопедия. — М., 2005. — Т. IX : Владимирская икона Божией Матери — Второе пришествие. — С. 531. — 39 000 экз. — ISBN 5-89572-015-3.
- Гуру // Православная энциклопедия. — М., 2006. — Т. XIII : Григорий Палама — Даниель-Ропс. — С. 492-493. — 39 000 экз. — ISBN 5-89572-022-6.
- A theme of a military expedition in Cilappatikaram // India in Warsaw. A Volume to commemorate the 50-th Anniversary of the Post-War History of Indological Studies at Warsaw University (2003/2004). Ed. D. Stasik. — Warszawa, 2006. — pp. 227—235.
- Кришнаитская поэма Андаль «Тируппавей» // Smaranam. Памяти Октябрины Федоровны Волковой. / Сост. В. Г. Лысенко. — М., 2006. — С. 101—121.
- О происхождении лирики в Индии (поэзия дождей) // Лирика. Генезис и эволюция. / Сост. И. Г. Матюшина, С. Ю. Неклюдов. — М., 2007. — С. 232—288.
- The palai — landscape in Tamil poetry // Pandanus’ 07. Nature in Literature, Art, Myth and Ritual. — V. 1. Prague, 2007. — pp. 79-92.
- Индуизм // Православная энциклопедия. — М., 2009. — Т. XXII : Икона — Иннокентий. — С. 624-632. — 39 000 экз. — ISBN 978-5-89572-040-0.
- Кришнаизм // Православная энциклопедия. — М., 2015. — Т. XXXIX : Крисп — Лангадасская, Литиская и Рендинская митрополия. — С. 35-37. — 33 000 экз. — ISBN 978-5-89572-033-2.